# 貝埃里
貝埃里（希伯來語：בְּאֵרִי），是以色列南部區的一個基布茲。其位於內蓋夫沙漠西北部，靠近加沙走廊東部邊界，隸屬於艾希科爾地區議會管轄。2021年，其人口為1,047人。

## 歷史
貝埃里基布茲是在1946年10月6日作為內蓋夫沙漠其中11個據點之一而建立的。其靠近納哈比爾河谷，南面是貝羅特伊扎克基布茲。貝埃里的建立者是青年學生和聯合會工作聯合會的成員，他們之前與希伯來童軍在毛茲海姆基布茲接受訓練。該基布茲是以勞工錫安主義者貝爾·卡茲尼爾森的筆名「貝埃里」（一個聖經人物）而命名。
1947 年，貝埃里有超過150名居民。他們開始土地改良和造林的工作。來自伊拉克的年輕猶太人透過沙漠跋涉到達擴大這個群體。猶太國家基金表示，基布茲曾經與外界隔絕幾個月，「但是他們沒有放棄，一直堅持到1948年10月內蓋夫獲得光復。」
以色列建國後，貝埃里向東南遷移三公里至現址。它是以色列最富裕的基布茲之一。自從第二次巴勒斯坦大起義爆發後，貝埃里就受到卡桑火箭襲擊，還在離加沙—以色列隔離牆只有8公里的地方遭遇了戰火。
2023年10月2023年加沙—以色列戰爭中，哈馬斯武裝分子闖入貝埃里，劫持一些以色列人作為人質，還屠殺貝埃里100多名居民。

## 經濟
貝埃里沒有像許多其他基布茲那樣走向私有化，而是堅持了原來的公社制。貝埃里的主要收入來源是貝埃里印刷公司，這家公司每年營業額達數億謝克爾。該公司已擴展到包裝印刷、線上相簿和小型企業的專業行銷材料。貝埃里還有一家食品科技公司 Hinoman，其種植名為無根萍的蔬菜，這是一種富含營養的超級蔬菜，可持續使用水耕栽培。

## 地標
貝埃里向北約4公里處坐落著澳紐軍團紀念碑，紀念第一次世界大戰第三次加沙戰役中陣亡的澳紐軍團士兵。

## 歷史圖集

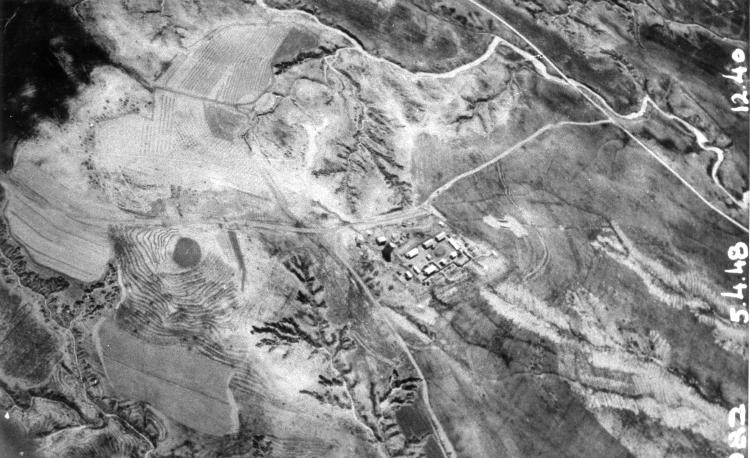
1948年的貝埃里基布茲
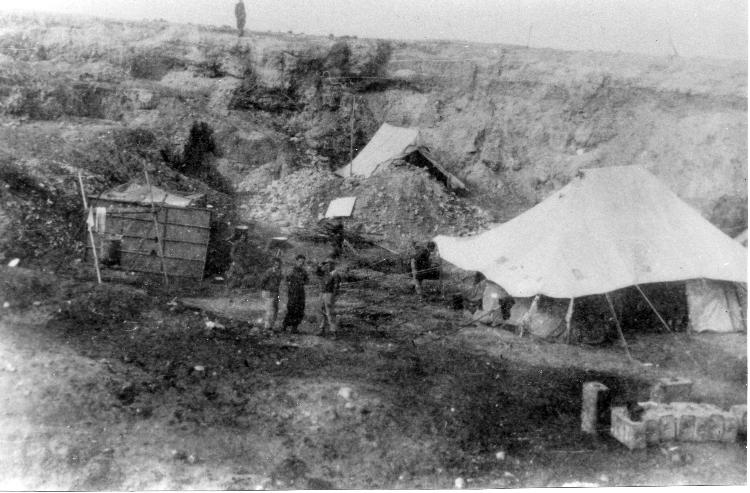
1948年，伊夫塔赫旅在貝埃里附近陣地
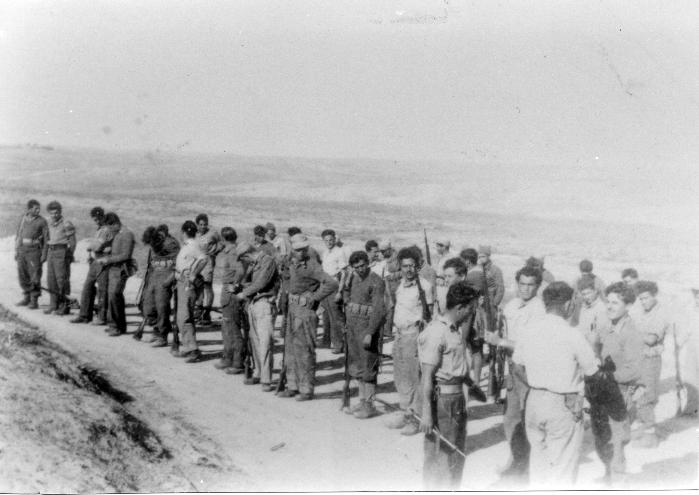
1948年，伊夫塔赫旅「D」連成員在貝埃里集結
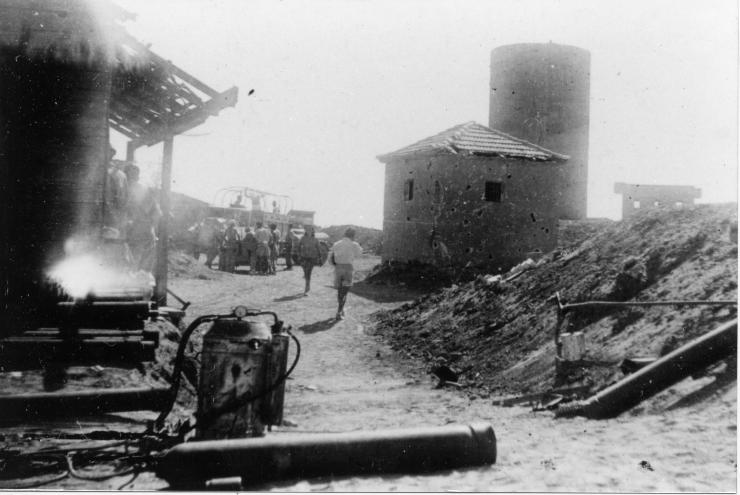
1948年戰鬥後的貝埃里基布茲

## 外部連結
- Official website （页面存档备份，存于） （希伯來語）
- Be'eri 的存檔，存档日期2010-09-13. WiKibbutz （希伯來語）